# Empis indissimilis
Empis indissimilis är en tvåvingeart som beskrevs av Collin 1941. Empis indissimilis ingår i släktet Empis och familjen dansflugor. Inga underarter finns listade i Catalogue of Life.